# مقهى الشيخ قاسم

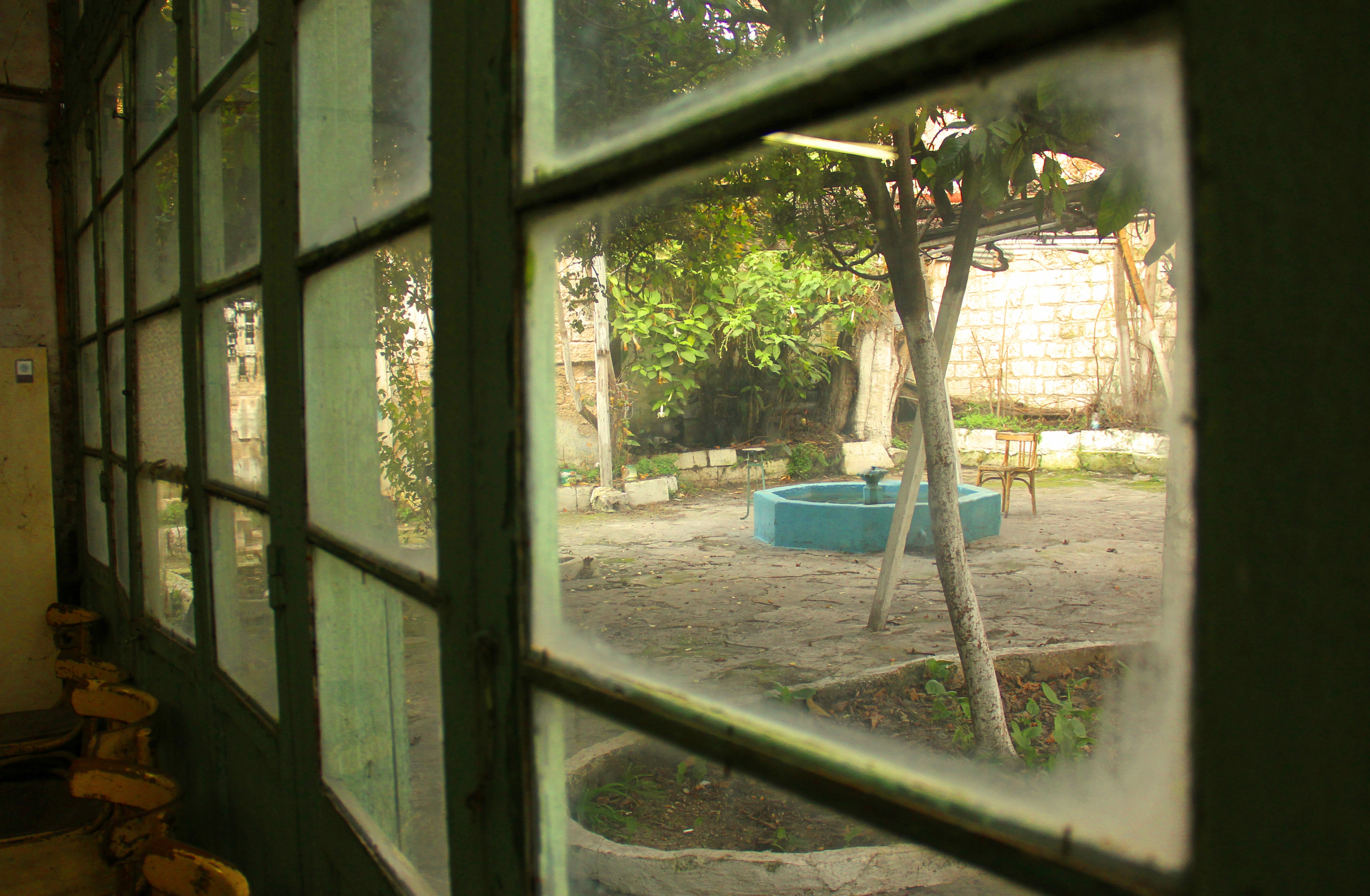
مقهى قديم في البلدة القديمة في نابلس يسمى "الشيخ قاسم" حيث يمكنك الجلوس والشرب ولعب الورق والتقاط الصور.

مقهى الشيخ قاسم مَعلم ثقافي واجتماعي. يقع في قلب البلدة القديمة في نابلس. ويُعد شاهدًا حيًا على تحولات المجتمع النابلسي وملتقى للسياسيين والمثقفين وكبار السن.
يعود تأسيس المقهى إلى أوائل القرن العشرين ويُعتقد أنه بدأ نشاطه في عشرينيات أو ثلاثينيات القرن الماضي على يد الشيخ قاسم التميمي أحد وجهاء البلدة المعروفين آنذاك. كان المقهى في بداياته عبارة عن مجلس تقليدي يجتمع فيه الرجال من مختلف الأعمار لتبادل الأحاديث والاستماع إلى الأخبار في وقت لم تكن فيه وسائل الإعلام منتشرة. لاحقًا تطوّر المكان ليصبح مركزًا ثقافيًا غير رسمي يستضيف الندوات الشعرية والنقاشات السياسية خصوصًا خلال فترة الانتداب البريطاني وما بعد النكبة.

## بناء
المقهى يقع في قلب البلدة القديمة ويتميّز بطابعه التراثي حيث ما زال يحتفظ بأرضيته الحجرية وسقفه المقبّب وأثاثه الخشبي القديم. رغم التغييرات العمرانية المحيطة به لا يزال مقهى الشيخ قاسم وجهة مفضلة لكبار السن وبعض الشباب المهتمين بالحفاظ على الهوية الثقافية للمنطقة. كما يشتهر بتقديم القهوة العربية الثقيلة والشاي بالميرمية مع طقوس تحضير تُعَد جزءًا من تراث المكان. اليوم يُعتبر المقهى شاهدًا حيًا على التحولات الاجتماعية والسياسية التي شهدتها فلسطين خلال قرن من الزمن.

## التاريخ
تأسس المقهى عام 1906 على يد الشيخ قاسم هاشم وظل على مدى أكثر من قرن يرمز للأصالة النابلسية. تديره عائلة كلبونة التي ورثت المكان جيلاً بعد جيل محافظة على تراثه المعماري الفريد.
منذ نشأته كان مقهى الشيخ قاسم منصة مفتوحة للنقاشات السياسية والثقافية. في ثلاثينيات القرن الماضي زاره الحاج أمين الحسيني وفي سنوات لاحقة تحوّل إلى مركز غير رسمي للدعاية الانتخابية حيث اعتاد المرشحون على مخاطبة الناس من على مصطبة المقهى.